# Apollonius xứ Perga
Apollonius xứ Pergaeus (tiếng Hy Lạp cổ: Ἀπολλώνιος, khoảng 262 TCN – khoảng 190 TCN) là một nhà thiên văn và nhà toán học Hy Lạp cổ, nổi tiếng vì các tác phẩm liên quan tới các đường conic. Phương pháp và thuật ngữ có tính cách tân của ông, đặc biệt trong lĩnh vực các đường conic, đã ảnh hưởng tới nhiều học giả về sau bao gồm Ptolemaeus, Francesco Maurolico, Johannes Kepler, Isaac Newton, và René Descartes. Chính Apollonius đã đưa ra những tên gọi về Elip, Parabol, Hyperbol như chúng ta dùng ngày nay. Giả thiết về quỹ đạo lệch tâm dùng để giải thích quỹ đạo biểu kiến của các hành tinh và tốc độ thay đổi của Mặt Trăng, hay Định lý Apollonius là phát kiến của ông, về sau được Ptolemaeus mô tả trong tập XII.1 của bộ Almagest. Apollonius cũng đã nghiên cứu Mặt Trăng, tên ông được đặt cho một miệng hố trên Mặt Trăng.